# Thomas Remengesau
Thomas Remengesau, även känd som Thomas Remengesau Sr., född 29 november 1929 i Koror på Palau, död 3 augusti 2019 i Koror, var en palauisk politiker. Han var tillförordnad president på Palau från 30 juni till 2 juli 1985, samt reguljär president från 20 augusti 1988 till 1 januari 1989. Hans son Tommy Remengesau är sedan 1 januari 2001 president i Palau.